# Pernille Harder (Fußballspielerin)
Pernille Mosegaard Harder (* 15. November 1992 in Ikast) ist eine dänische Fußballspielerin. Harder ist Kapitänin der dänischen Nationalmannschaft der Frauen und steht seit Sommer 2023 beim FC Bayern München unter Vertrag. Sie wurde 2018 und 2020 Europas Fußballerin des Jahres und 2020 zudem als erste Nichtdeutsche zur Fußballerin des Jahres in Deutschland gewählt.
Sie gilt als eine der besten Fußballspielerinnen der Welt.
Harder ist mit mehr als 70 Treffern in 150 Spielen die erfolgreichste Torschützin der dänischen Nationalmannschaft. Mit den Däninnen wurde sie 2017 Vizeeuropameister, nachdem man das Endspiel gegen die Niederlande 2:4 verlor.
Sie verließ im Alter von 20 Jahren ihre dänische Heimat und wechselte 2012 nach Schweden zu Linköpings FC, wo sie sich zu einer herausragenden Stürmerin entwickelte und unter anderem zweimal als beste Spielerin der schwedischen Liga (Årets Allsvenska Spelare) ausgezeichnet wurde. Daraufhin erfolgte 2016 ein Wechsel zum VfL Wolfsburg. Harder konnte in vier Spielzeiten 105 Tore in 114 Spielen erzielen und zweimal beste Torschützin (2017/18, 2019/20) in der deutschen Bundesliga werden. Sie gewann mit den Wölfinnen viermal das Double aus Meisterschaft und Pokal, zudem erreichte man 2018 und 2020 das Finale der UEFA Women’s Champions League.
Im Sommer 2020 wechselte sie zum englischen Erstligisten FC Chelsea. Mit einer Ablösesumme von 350.000 Euro war sie zum damaligen Zeitpunkt die teuerste Fußballspielerin der Welt. Mit Chelsea gewann sie drei Meisterschaften in Folge, dreimal den FA Cup und stand 2020/21 erneut im Endspiel der Champions League.

## Karriere

### Vereine
Harder begann ihre Karriere beim Tulstrup-Faurholt IK. Von 2007 bis 2010 spielte sie für das Team Viborg, danach für IK Skovbakken. Für die Spielzeit 2012 wechselte sie zum schwedischen Erstligisten Linköpings FC. Ihre 23 Ligatore sicherten ihr die Auszeichnung als Torschützenkönigin und verhalfen Linköping zum Titelgewinn in der Damallsvenskan. Am 19. Dezember 2016 unterschrieb Harder beim dreimaligen deutschen Meister VfL Wolfsburg. Mit dem VfL gewann sie viermal in Folge das Double und wurde zweimal Torschützenkönigin der Bundesliga.

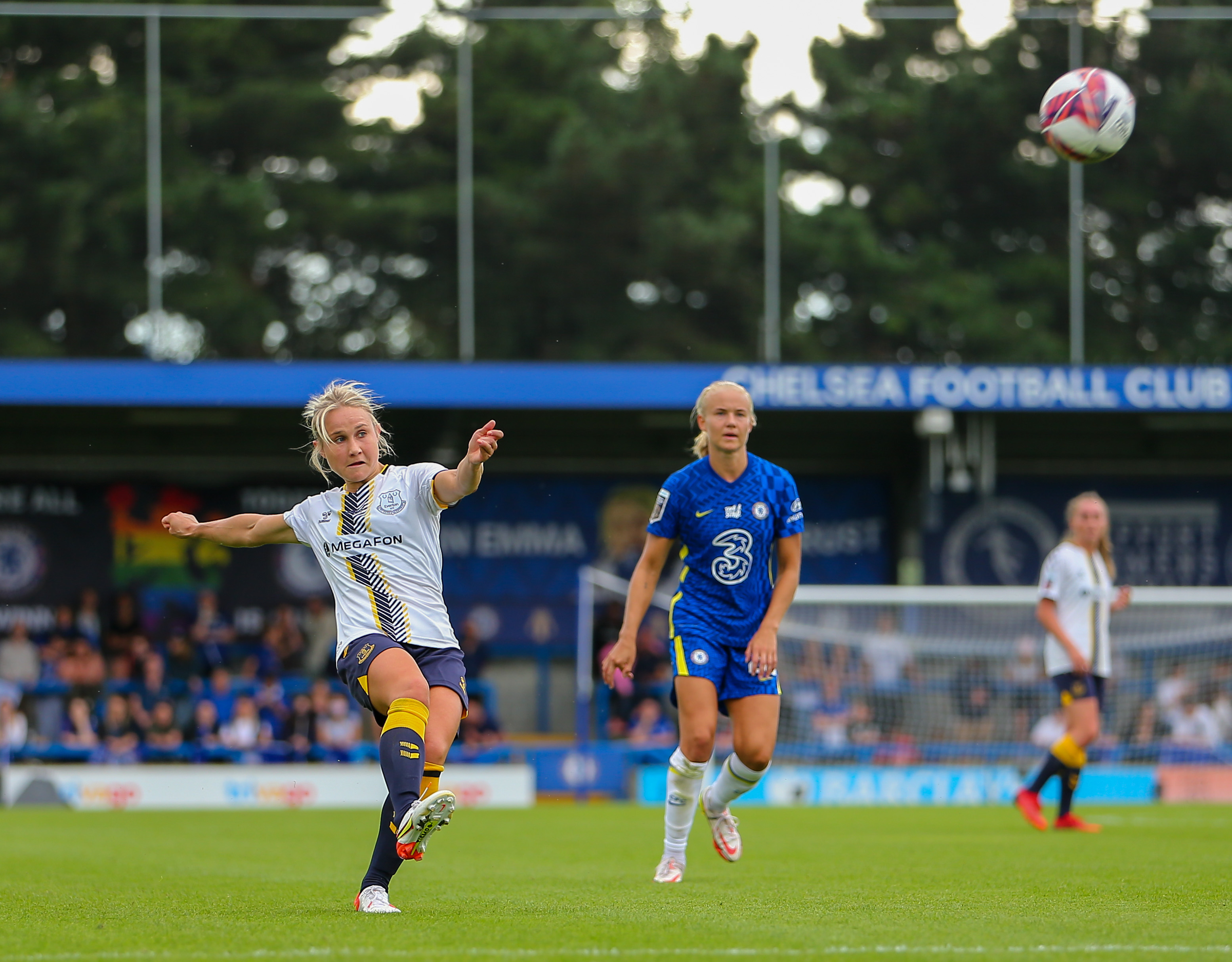
Harder als Spielerin Chelseas in einem Ligaspiel (September 2021)

Anfang September 2020 wechselte Harder zum FC Chelsea. Ihr erstes Tor für Chelsea erzielte sie am 13. September im zweiten Ligaspiel beim 9:0 gegen Bristol City, sechs Minuten nach Einwechslung, zum zwischenzeitlichen 8:0. Mit den Londonerinnen unterlag sie in der Saison 2020/21 im Champions-League-Finale den Spielerinnen des FC Barcelona mit 0:4. In der UEFA Women’s Champions League 2021/22 belegte sie mit Chelsea in der erstmals ausgetragenen Gruppenphase hinter den punktgleichen Mannschaften des VfL Wolfsburg und Juventus Turin nur den dritten Platz, da sie im direkten Vergleich die schlechtere Tordifferenz hatten. Entscheidend dabei war die 0:4-Auswärtsniederlage gegen Wolfsburg am letzten Spieltag. Harder kam bei vier Spielen zum Einsatz und erzielte zwei Tore, darunter den Siegtreffer beim 2:1-Sieg gegen Juve.
In der Gruppenphase der UEFA Women’s Champions League 2022/23 wurde sie nur in den ersten beiden Spielen, einem 1:0-Sieg bei Paris Saint-Germain und einem 8:0 gegen den albanischen Vertreter KS Vllaznia Shkodra eingesetzt, bei dem sie drei Tore erzielte. Als Gruppensieger qualifizierte sich Chelsea für das Viertelfinale. Am 11. November 2022 erlitt Harder bei einem Länderspiel gegen die Schweiz eine Oberschenkelverletzung, musste operiert werden und fiel anschließend bis April 2023 aus. Am 22. April 2023 gab sie im Halbfinale der Champions League bei der 0:1-Niederlage gegen Barcelona ihr Comeback. Am 14. Mai 2023 gewann Harder mit Chelsea zum dritten Mal den FA Women’s Cup. Beim 1:0-Sieg gegen Manchester United, vor einem nationalen Zuschauerrekord von 77.390 Zuschauern, gab sie die Vorlage für den Siegtreffer von Sam Kerr. Am 18. Mai 2023 wurde bekannt, dass Harder nach Ablauf ihres Vertrages Chelsea nach drei Jahren zum Saisonende verlässt.
Im Sommer 2023 kehrte Harder in die deutsche Bundesliga zurück und unterschrieb ebenso wie ihre Lebenspartnerin Magdalena Eriksson einen Dreijahresvertrag beim amtierenden Meister FC Bayern München. Ihr Debüt für die Münchnerinnen gab sie beim Auftaktspiel der Bundesligasaison 2023/24 gegen den SC Freiburg (2:2). Im darauffolgenden Heimspiel gegen den 1. FC Köln (2:0) schoss Harder ihr erstes Tor für die Bayern. Am 8. Oktober 2023 erzielte sie gegen die SGS Essen ihr zweites Saisontor, verletzte sich dabei aber am rechten Knie und musste in der 17. Minute ausgewechselt werden. Mit einer Innenbandverletzung fiel Harder daraufhin mehrere Wochen aus und kehrte Mitte Dezember 2023 in den Kader zurück. Im Auswärtsspiel gegen den 1. FC Nürnberg (1:1) wurde Harder für die letzten 15 Spielminuten eingesetzt. Nach zwei Unentschieden gegen den AS Rom (2:2) und PSG (2:2) im Januar 2024 konnte der FC Bayern als Drittplatzierter nicht in die K.o.-Runde der Champions League aufsteigen, konnte aber in den kommenden Wochen im Meisterschaftsrennen seine Klasse beweisen. Insbesondere Harder war wichtiger Bestandteil der starken Bundesliga-Rückrunde und startete alle Spiele von Beginn an. Gegen Freiburg (4:0) und Frankfurt (2:1) steuerte sie je einen Assist bei und gegen Leipzig (5:0) gelang ihr ein Doppelpack. Ende März zeigte der FC Bayern eine herausragende Leistung gegen den Tabellenzweiten Wolfsburg (4:0). Im Aufeinandertreffen mit ihrem Ex-Klub traf Harder zum zwischenzeitlichen 1:0 zu Beginn der zweiten Hälfte und bereitete mit einem Steckpass das 3:0 für Lea Schüller vor. Damit bauten die Bayern ihren Vorsprung in der Bundesligatabelle auf sieben Zähler aus und man konnte auch in den darauffolgenden Partien stets als Sieger vom Platz gehen. Im Heimspiel gegen Nürnberg erzielte Harder einen Dreierpack und am letzten Spieltag auswärts gegen die TSG Hoffenheim war sie erneut Torschützin. Der FC Bayern gewann damit seine sechste deutsche Meisterschaft, für Harder war es nach vier Meistertiteln mit Wolfsburg der fünfte Titel in der deutschen Bundesliga. Sie beendete die Saison neben Jovana Damnjanović als zweitbeste Torschützin im Verein mit neun Treffern.
Die Saison 2024/25 mit Bayern war für Harder überaus erfolgreich. Mit dem Verein gewann sie das Double aus Deutscher Meisterschaft und DFB-Pokal und gewann auch im neu geschaffenen Kleinfeld-Turnier World Sevens Football. Damit gewann Harder in verschiedenen Ligen zehn Jahre in Folge die Meisterschaft und schrieb Fußballgeschichte.

### Nationalmannschaft
Harder durchlief die dänischen Juniorinnenmannschaften, für die sie in 41 Spielen 22 Tore schoss. Mit der U-17-Mannschaft nahm sie an der EM-Endrunde 2008 teil, bei der sie mit ihrer Mannschaft den dritten Platz belegte.

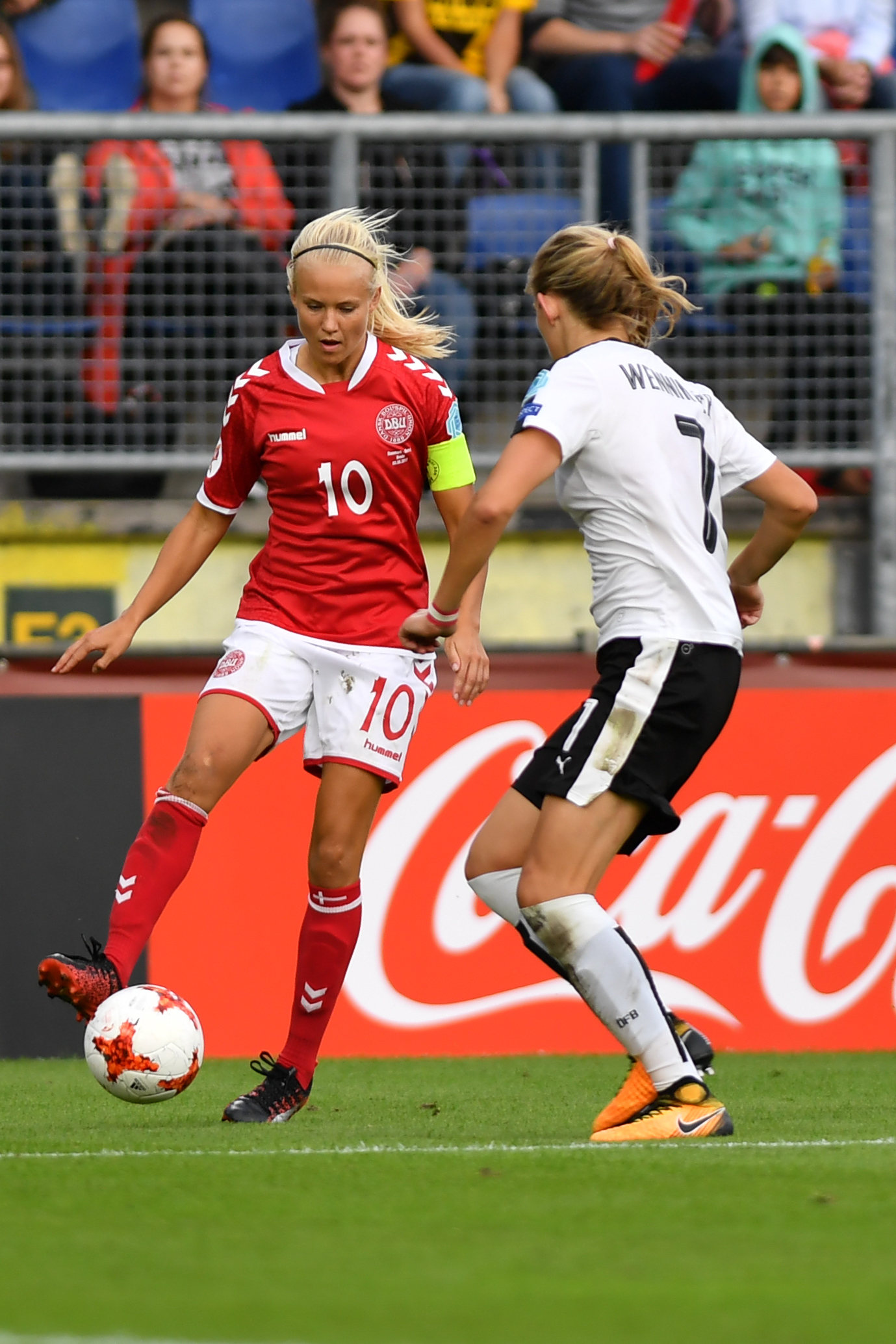
Harder im Halbfinale der Europameisterschaft 2017

Ihr erstes A-Länderspiel bestritt Harder am 24. Oktober 2009 beim WM-Qualifikationsspiel gegen Georgien, wobei sie drei Tore zum 15:0-Rekordsieg der dänischen Mannschaft beitrug. Drei Tore gelangen ihr auch beim 3:0-Sieg gegen Österreich am 20. und beim 11:0 gegen Armenien am 23. November 2011 sowie am 8. April 2013 beim 5:1 gegen EM-Teilnehmer Russland. Mit 9 Toren war sie die beste dänische Torschützin in der EM-Qualifikation.
Harder nahm mit der Nationalmannschaft 2011, 2012, 2013 und 2015 an den Turnieren um den Algarve-Cup teil, bei denen Dänemark die Plätze 6, 5, 7 beziehungsweise 6 belegte, und gehörte zum Kader für die EM 2013. Sie wurde in allen fünf Spielen bis zum Ausscheiden im Halbfinale eingesetzt.
Seit März 2016 ist sie Mannschaftskapitänin der dänischen Nationalelf.
Bei der EM 2017 wurden die Däninnen mit Harder als Kapitänin Vize-Europameister hinter Gastgeber Niederlande. In der Qualifikation für die WM 2019 kam sie in den neun ausgetragenen Spielen zum Einsatz und erzielte dabei fünf Tore, darunter ihr 50. Länderspieltor am 24. Oktober 2017. Die Däninnen scheiterten aber in den Playoffs der Gruppenzweiten an Europameister Niederlande.
In der erfolgreichen Qualifikation für die EM 2022 wurde sie in allen zehn Spielen eingesetzt und erzielte acht Tore. In der Qualifikation für die WM 2023 wurde sie nur viermal eingesetzt und erzielte zwei Tore. Am 16. September 2021 überbot sie mit ihrem 66. Länderspieltor im 129. Länderspiel den 12,5 Jahre alten Landesrekord von Merete Pedersen und wurde so dänische Rekordtorschützin.
Am 16. Juni 2022 wurde Harder für die EM-Endrunde nominiert. Bei der EM wurde sie in den drei Gruppenspielen eingesetzt. Nach einer 0:4-Niederlage gegen Deutschland konnte sie zwar gegen Finnland den 1:0-Siegtreffer erzielen, nach einer 0:1-Last-Minute-Niederlage gegen Spanien schieden die Däninnen aber als Gruppendritte aus.
Am 30. Juni wurde sie für die WM-Endrunde in Australien und Neuseeland nominiert. Im Auftaktspiel Dänemarks gegen China gab Harder in der letzten Spielminute die Torvorlage für das endgültige 1:0. Nach einer Niederlage gegen England im zweiten Gruppenspiel, brachte Harder die Däninnen im letzten Gruppenspiel gegen Haiti mit einem verwandelten Elfmeter in Führung und Dänemark gewann die Partie schlussendlich mit 2:0. Als Gruppenzweiter traf man im Achtelfinale auf Co-Gastgeber Australien, Dänemark blieb jedoch torlos in der Partie und schied nach einer 0:2-Niederlage aus dem Turnier aus.
Am 20. Juni 2025 wurde sie für die EM-Endrunde nominiert. Sie war Kapitänin ihrer Mannschaft bei den drei Niederlagen, nach denen sie ausschieden. Im letzten Spiel gegen Polen musste sie verletzungsbedingt bereits nach 25 Minuten beim Spielstand von 0:2 ausgewechselt werden.

## Erfolge

### Vereine
Linköpings FC
- Schwedische Pokalsiegerin: 2014, 2015
- Schwedische Meisterin: 2016

VfL Wolfsburg
- Deutsche Meisterin: 2017, 2018, 2019, 2020
- DFB-Pokalsiegerin: 2017, 2018, 2019, 2020
- UEFA Women’s Champions League: Finalistin 2018, 2020

FC Chelsea
- Englische Meisterin: 2021, 2022, 2023
- FA-League-Cup-Siegerin: 2021
- FA-Cup-Siegerin: 2021, 2022, 2023
- UEFA Women’s Champions League: Finalistin 2021

FC Bayern München
- Deutsche Meisterin 2024, 2025
- DFB-Pokal-Siegerin 2025
- Deutsche Supercupsiegerin: 2024
- World Sevens Football Tournament: 2025[27]

### Nationalmannschaft
- Europameisterschaft: Finalistin 2017

## Auszeichnungen
- FIFA FIFPro World XI: 2017, 2020
- Fußballerin des Jahres in Dänemark: 2012, 2015, 2016, 2017, 2018, 2019, 2020, 2024[28]
- Europas Fußballerin des Jahres: 2018[29], 2020
- Nominierung für den Ballon d’Or: 2018 (2. Platz), 2019 (14.), 2021 (7.)
- Stürmerin des Jahres in Schweden: 2015[30] 2016
- Europas Stürmerin des Jahres: 2020
- Goal 50: 2017[31]
- Weltfußballerin des Jahres (The Guardian): 2018[32] 2020[33]
- IFFHS-Weltfußballerin: 2020
- IFFHS-Welt Team: 2017,[34] 2018,[35] 2020[36]
- IFFHS Team des Jahrzehnts: 2011–2020[37]
- Niedersachsens Fußballer des Jahres: 2020[38]
- Deutschlands Fußballerin des Jahres: 2020
- Torschützenkönigin der Damallsvenskan 2016
- Torschützenkönigin der Fußball-Bundesliga 2017/18, Fußball-Bundesliga 2019/20
- Torschützenkönigin der UEFA Women’s Champions League 2018/19[39]
- FA Women’s Super League: Tor des Monats September 2021[40]

## Privates
Pernille Harder ist seit Mai 2014 mit der schwedischen Fußballspielerin Magdalena Eriksson liiert. Sie lernten sich in Linköping kennen, wo sie Teamkolleginnen waren, und spielen seit Harders Wechsel zu Chelsea 2020 wieder zusammen. 2023 wechselten beide gemeinsam nach München. Am 21. Juli 2024 gaben sie ihre Verlobung bekannt.
Harder und Eriksson arbeiten mit der Wohltätigkeitsorganisation Common Goal zusammen und haben 1 % ihres Gehalts zugesagt, um damit die „Play Proud“-Organisation zu unterstützen, die ein sicheres Umfeld für LGBTQ-Menschen in Stadien etablieren will.
Sie hat einen Master-Abschluss in Betriebswirtschaftslehre.